# Цілинна ділянка (3)
Ботанічний заказник місцевого значення «Цілинна ділянка 3)» (втрачений) був оголошений  рішенням Запорізького облвиконкому №253 від 28.05.1980 року біля с.Василівка, на північний схід від села (Вільнянський район, Запорізька область). Площа – 6,1га.
24 грудня 2002 року Запорізька обласна рада ухвалила рішення №12 «Про внесення змін  і доповнень до  природно-заповідного фонду області», яким було ліквідовано 41 об’єкт ПЗФ. 
Скасування статусу відбулось незаконно, із зазначенням сумнівної причини «не відповідає  класифікації території ПЗФ України».